# Boldizsár Bodor
Boldizsár Bodor (Pécs, 27 aprile 1982) è un ex calciatore ungherese, di ruolo difensore.